# Parc éolien de Jaisalmer
Le parc éolien de Jaisalmer est le plus grand parc éolien terrestre opérationnel de l'Inde. Cette installation est située dans le district de Jaisalmer, au Rajasthan. Le projet, développé par Suzlon Energy, a été lancé en août 2001 et inclut l’intégralité du catalogue éolien de Suzlon, allant du modèle de 350 kW, le plus ancien au plus récent l’éolienne S9X - 2,1 MW. 
À la fin de l'exercice 2012, le 1er avril 2012, sa capacité installée totale était de 1064 MW, ce qui en faisait l’un des plus grands parcs éoliens terrestres opérationnels du monde et le plus grand en Inde.